# Comes Nou
Comes Nou és una masia situada en el terme municipal de Moià, a la comarca catalana del Moianès.
Està situada al nord del terme de Moià, a prop del límit amb l'Estany. És a llevant del Serrat del Llamp i al nord-oest de l'Empedrat i de la carretera C-59, al nord de la masia de Comes Vell.